# Gare de Funabashi
La gare de Funabashi (船橋駅, Funabashi-eki) est une gare ferroviaire de la ville de Funabashi dans la préfecture de Chiba au Japon. La gare est desservie par les compagnies JR East et Tōbu.

## Situation ferroviaire
La gare de Funabashi est située au point kilométrique (PK) 15,4 de la ligne Sōbu. Elle marque le terminus sud de la ligne Tōbu Urban Park.

## Histoire
La gare JR East a été inaugurée le 20 juillet 1894 et la gare Tōbu le 27 décembre 1923.

## Services aux voyageurs

### Accès et accueil
La gare dispose d'un bâtiment voyageurs, avec guichet, ouvert tous les jours.

### Desserte

#### JR East
- Ligne Chūō-Sōbu
  - voie 1 : direction Nishi-Funabashi, Shinjuku et Mitaka
  - voie 2 : direction Chiba
- Ligne Sōbu :
  - voie 3 : direction Tokyo (interconnexion la ligne Yokosuka pour Yokohama et Yokosuka)
  - voie 4 : direction Chiba

#### Tōbu
- Ligne Tōbu Urban Park :
  - voies 1 et 2 : direction Kashiwa et Ōmiya

### Intermodalité
La gare de Keisei Funabashi (ligne principale Keisei) est situé à 50 mètres au sud.